# Castrillo de la Reina
Castrillo de la Reina ist ein Ort und eine Gemeinde (municipio) mit 158 Einwohnern (Stand: 2024) im Zentrum der Provinz Burgos in der Autonomen Gemeinschaft Kastilien und León. Castrillo de la Reina liegt in der Comarca Sierra de la Demanda.

## Lage und Klima
Die Gemeinde Castrillo de la Reina liegt etwa 50 Kilometer südwestlich der Provinzhauptstadt Burgos in einer Höhe von ca. 985 m. Das Klima ist gemäßigt bis warm; Regen (ca. 874 mm/Jahr) fällt übers Jahr verteilt.

## Bevölkerungsentwicklung
| Jahr      | 1970 | 1981 | 1991 | 2001 | 2011 | 2021 |
| Einwohner | 553  | 380  | 354  | 276  | 228  | 173  |

## Sehenswürdigkeiten

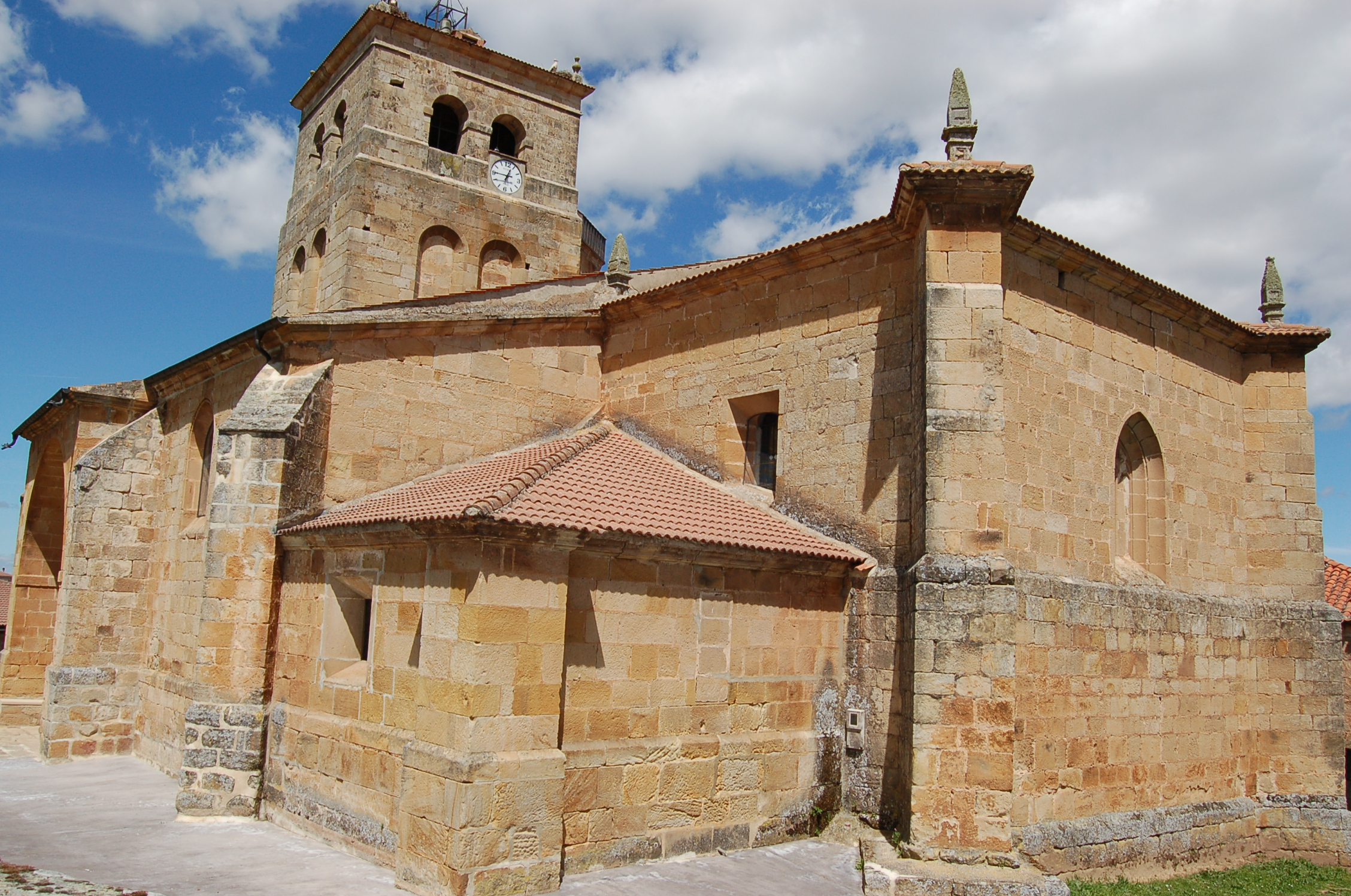
Kirche San Esteban
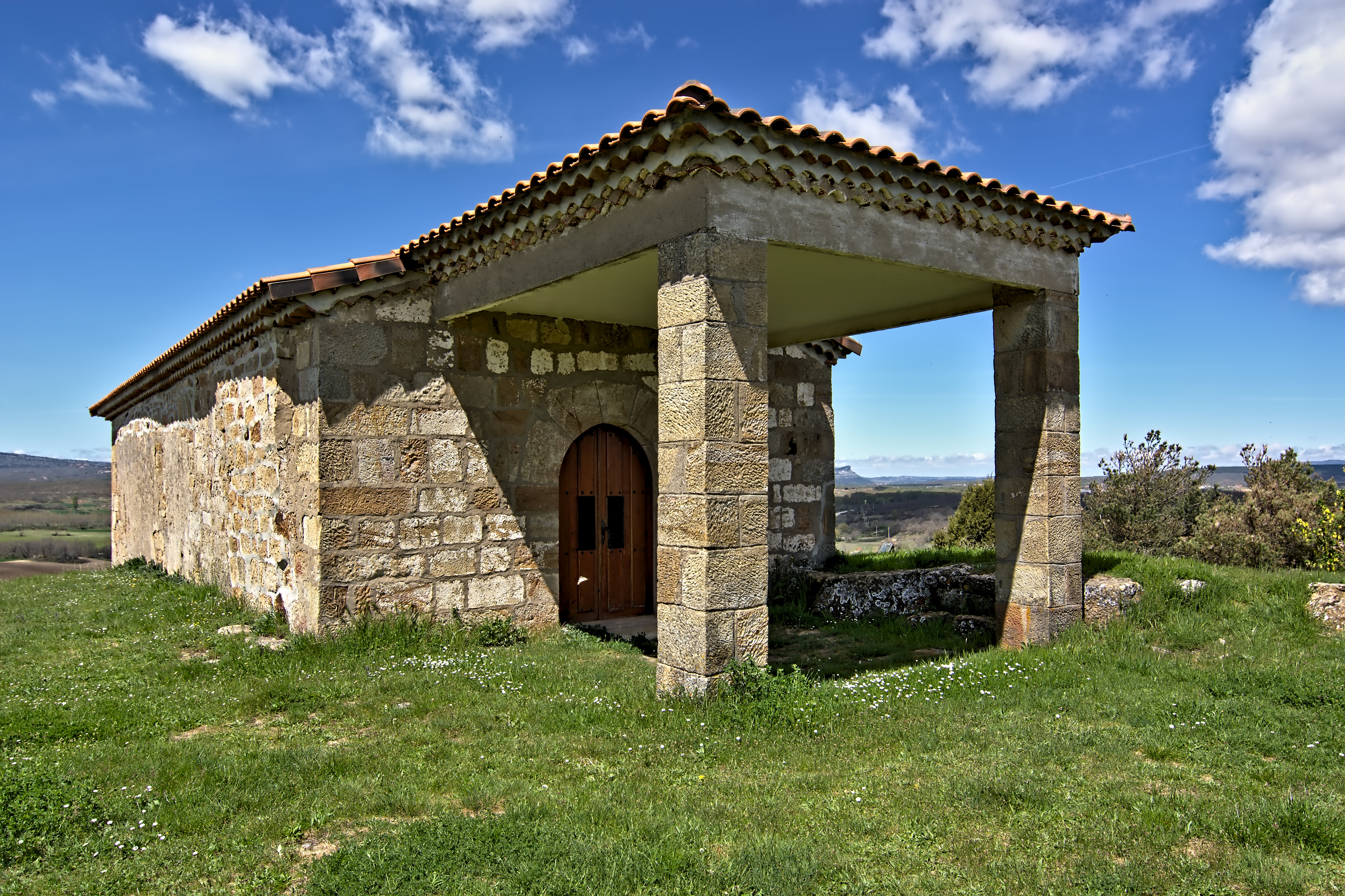
Einsiedelei von Santa Ana

- Kirche San Esteban
- Einsiedelei Santa Ana

## Persönlichkeiten
- Rafael Izquierdo y Jáuregui (1873–1911), Wasserbauingenieur
- Saturio González Salas (1875–1958), Benediktinermönch, Paläo- und Anthropologe